# Jon Jenkins
Jon Jenkins – amerykański artysta studyjny, klawiszowiec, multi-instrumentalista tworzący muzykę ambient.

## Twórczość
Jon Jenkins dorastając interesował się muzyką takich zespołów jak Pink Floyd, Genesis, Marillion, Peter Gabriel, czy Tangerine Dream, których eksperymentalne albumy zawierały w sobie doskonałą równowagę między dynamiką a przestrzenią. To zainspirowało Jona do eksperymentowania z własnymi kompozycjami. Pierwszą płytę jaką wydał było – Continuum, współtworzoną z Paulem Lackeyem. Natomiast jego pierwszym albumem solowym był – Flow z 1998 roku. Jon od pewnego czasu współtworzy muzykę z innym artstą ambientowym Davidem Helplingiem. W tym celu utworzyli oni wspólną stronę internetową deepexile.com, na której można zapoznać się z ich najnowszą twórczością.

## Dyskografia
- 1995 – Continuum (razem z Paulem Lackeyem)[5]
- 1998 – Flow – (pierwszy album solowy)[3]
- 2005 – Beyond City Light
- 2007 – Treasure (razem z Davidem Helplingiem)
- 2008 – Beyond Words: Rare Live Treasures (razem z Davidem Helplingiem)

## Składanki na których znalazł się Jon Jenkins
- 1993 – Tracks in Time (utwór – Theme For A Captured Dream (Jon Jenkins razem z Paulem Lackeyem)[6]
- 1997 – When Thunder Sleeps (utwór – First Breath (Jon Jenkins razem z Paulem Lackeyem)[7][8]
- 2001 – Dreams & Shadows (utwór Breathing in the Deep – Jon Jenkins)[9][10]